# جون كاروانا
جون كاروانا (بالإنجليزية: John Caruana)‏ هو لاعب كرة قدم مالطي، ولد في 25 يونيو 1961 في مالطا.

## وصلات خارجية
- جون كاروانا على موقع قاعدة بيانات كرة القدم.إي يو (الإنجليزية)
- جون كاروانا على موقع ناشيونال فوتبول تيمز (الإنجليزية)
- جون كاروانا على موقع عالم كرة القدم.نت (الإنجليزية)